# ディナール

ディナール使用国
かつてディナールを使用していた国
左下の枠で囲まれた地図は旧ユーゴスラビア諸国。

ディナール（dinar, دينار）は、アラブ地域などの多くの国で使われている通貨である。アラビア語では「ディーナール」と発音される。これは以下の各国で使われているが、それぞれ独自で発行されているため価値はそれぞれ異なる。ディナールの名称は、ローマ帝国の銀貨、デナリウスに由来する。ヨーロッパでも一部の国で使用されており、北マケドニアの通貨単位は正確にはデナール(denar)だが、単語の由来はディナールと同じである。

## 各国のディナール

### 現行
| 国           | 通貨                     | ISO |
| ------------ | ------------------------ | --- |
| アルジェリア | アルジェリア・ディナール | DZD |
| イラク       | イラク・ディナール       | IQD |
| クウェート   | クウェート・ディナール   | KWD |
| セルビア     | セルビア・ディナール     | RSD |
| チュニジア   | チュニジア・ディナール   | TND |
| バーレーン   | バーレーン・ディナール   | BHD |
| 北マケドニア | マケドニア・デナール     | MKD |
| ヨルダン     | ヨルダン・ディナール     | JOD |
| リビア       | リビア・ディナール       | LYD |

### 廃止
| 国                       | 通貨                                 | 廃止年 | 新通貨                     |
| ------------------------ | ------------------------------------ | ------ | -------------------------- |
| アブダビ首長国           | バーレーン・ディナール               | 1973年 | UAEディルハム              |
| 南イエメン               | 南イエメン・ディナール               | 1990年 | イエメン・リヤル           |
| スルプスカ               | スルプスカ・ディナール               | 1993年 | ユーゴスラビア・ディナール |
| クロアチア               | クロアチア・ディナール               | 1994年 | クーナ                     |
| クライナ                 | クライナ・ディナール                 | 1995年 | クーナ                     |
| ボスニア・ヘルツェゴビナ | ボスニア・ヘルツェゴビナ・ディナール | 1998年 | 兌換マルク                 |
| スーダン                 | スーダン・ディナール                 | 2007年 | スーダン・ポンド           |
| ユーゴスラビア           | ユーゴスラビア・ディナール           | 2003年 | 各国の独自通貨             |

また、2014年11月にはISILが当時の支配領域でディナールという金貨の使用を開始し、ラッカなど一部地域で使われていた。

### 補助通貨
- イラン - 1 イラン・リヤル = 100 ディナール。ただし、リヤルの価値低下のため、実際にはディナールは流通していない。

### 構想
- 湾岸協力会議 (GCC) 加盟6ヶ国のうち  サウジアラビア、 クウェート、 カタール、 バーレーン の4ヶ国（ オマーン、 アラブ首長国連邦 は構想から脱退）が、共通通貨「湾岸ディナール」（公式には名称未定）の導入を検討している。

## 歴史
693年、ウマイヤ朝のカリフであるアブドゥルマリクがダマスカスでイスラーム帝国初の金貨であるディナール金貨を打刻させた。これがディナールの起源である。イスラーム世界の硬貨はこの時以来近代になって初めて鋳造硬貨が製造されるまで打刻硬貨だった。当初はディンナールと呼ばれ、主に旧東ローマ帝国領で流通した（それまでは、東ローマ帝国が鋳造したノミスマ金貨が流通していた）。8世紀半ばに成立したアッバース朝の時代になるとディルハム銀貨による銀経済であった旧サーサーン朝ペルシア領でもディナールが流通するようになり、9世紀には金銀二本位制へと移行した。金の産出地としては、サハラ砂漠の南のガーナ王国や、エジプトの南のヌビア（現在のスーダン）などが挙げられる。ガーナ王国の金を、ムスリム商人が岩塩と交換するサハラ交易が行われていた。またディナールとディルハムの法定換算比率は1ディナール=20ディルハムであったが時代や地域とともに変化していきアッバース朝5代のハールーン・アッ＝ラシード時代には1ディナール：22ディルハム、時代により1ディナール=30ディルハムの比率も発生した。

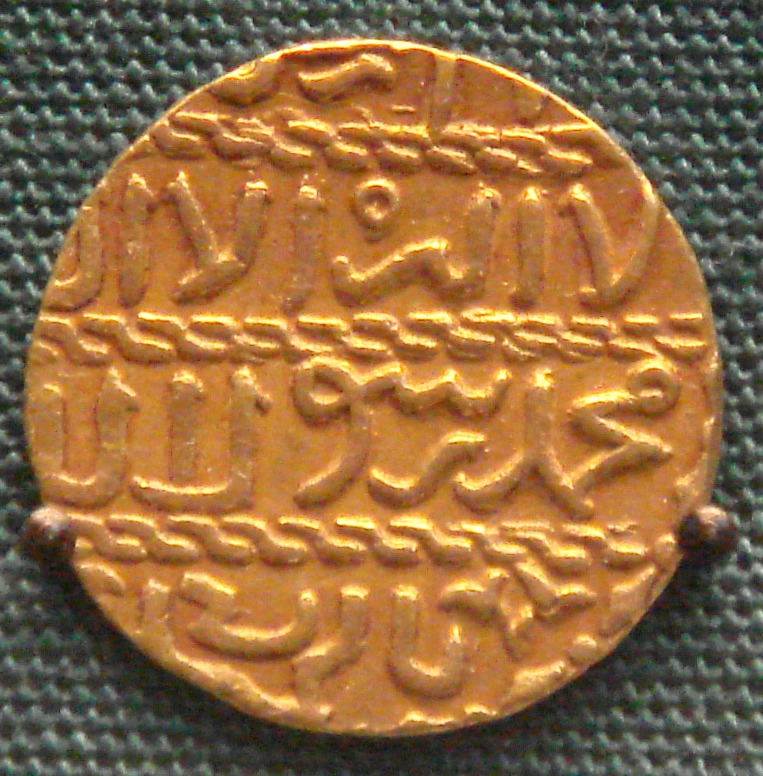
アシュラフィー金貨

エジプトのトゥールーン朝でのディナール金貨の純度の高さは有名である。しかし10世紀の中頃から金の供給が減少すると12 - 13世紀にはシリア以東ではディナール金貨は打刻されなくなり予算や大きな金額はディルハム銀貨で計算されるようになった。ただ西スーダンの金が供給されていたファーティマ朝やムラービト朝、アイユーブ朝・マムルーク朝では依然15世紀初頭まで高品質のディナール金貨を打刻し地中海交易の中心的役割を担ったが次第にイタリア諸都市の金貨（デュカティやフィオリーニなど）に押されディナール金貨は減少した。1425年にはマムルーク朝スルタン・アシュラフ・バルスバーイが新ディナール（アシュラフィー）を打刻した。